# Cylindromyia miracula
Cylindromyia miracula là một loài ruồi trong họ Tachinidae.